# Josef Leodegar Canaval
Josef Leodegar Canaval (2. nebo 5. října 1820 Linec – 21. dubna 1898 Klagenfurt) byl rakouský právník a politik německé národnosti z Korutan, v 2. polovině 19. století poslanec Říšské rady.

## Biografie
Vystudoval gymnázium v Linci a pak práva na Vídeňské univerzitě. Kromě toho byl rovněž posluchačem na vídeňské technice. Po skončení studií působil nejprve v advokacii. V roce 1848 se přestěhoval do Klagenfurtu a od roku 1850 a do roku 1896 zde zastával funkci zajemníka obchodní a živnostenské komory. Působil jako přírodovědec. Provedl obsáhlý mineralogický výzkum Korutan. Byl kustodem Korutanského zemského muzea.
Byl aktivní i v politice coby poslanec Korutanského zemského sněmu, kam poprvé usedl již v prvních volbách v roce 1861. Zastupoval zde kurii obchodních a živnostenských komor. V roce 1896 odmítl opětovně kandidovat. Zasedal také jako poslanec Říšské rady (celostátního parlamentu Předlitavska), kam nastoupil v prvních přímých volbách roku 1873 za kurii obchodních a živnostenských komor, obvod Klagenfurt. V roce 1873 se uvádí jako Josef Leodegar Canaval, tajemník obchodní komory, bytem Klagenfurt. V roce 1873 zastupoval v parlamentu provládní blok Ústavní strany (centralisticky a provídeňsky orientované).
Zemřel v dubnu 1898. Jeho synem byl geolog Richard Canaval.